# Iwan Grimm
Iwan Dawidowicz Grimm, ros. Иван Давидович Гримм (ur. w 1891 r., zm. w 1971 r. w Perth) – rosyjski wojskowy (kapitan), emigracyjny działacz religijny, wykładowca akademicki, współpracownik SD, sekretarz kierownictwa Pskowskiej Misji Prawosławnej, a następnie szef oddziału prawnego Zarządu Państwowego Komitetu Wyzwolenia Narodów Rosji podczas II wojny światowej
Studiował na uniwersytecie w Sankt Petersburgu. Następnie wybrał karierę wojskową, kończąc pawłowską szkołę piechoty. Brał udział w I wojnie światowej, a następnie wojnie domowej w Rosji. Służył w lejbgwardii Pułku Pawłowskiego w wojskach Białych gen. Antona I. Denikina. Awansował do stopnia kapitana. Po klęsce Białych pozostał w Rosji bolszewickiej, ukrywając swoją prawdziwą tożsamość, po czym w 1922 lub 1925 r. wyjechał do Czechosłowacji. We wrześniu 1927 r. zamieszkał w Estonii. Wykładał filozofię prawa na uniwersytecie w Tartu. Otrzymał tytuł profesora. Działał w emigracyjnych prawosławnych organizacjach religijnych. Po zajęciu Pskowa przez wojska niemieckie w lipcu 1941 r., został sekretarzem kierownictwa Pskowskiej Misji Prawosławnej. Współpracował z SD. W 1944 r., po ewakuacji do Niemiec, związał się z głównodowodzącym Rosyjskiej Armii Wyzwoleńczej (ROA) gen. Andriejwm A. Własowem. Początkowo pracował w kancelarii gen. A. A. Własowa, a następnie objął funkcję szefa oddziału prawnego Zarządu Państwowego Komitetu Wyzwolenia Narodów Rosji (KONR). Po zakończeniu wojny wyemigrował do Australii.